# Italiano. Grammatica, sintassi, dubbi
Italiano. Gramática, sintaxis, dudas (en italiano: Italiano. Grammatica, sintassi, dubbi) es un texto de gramática italiana escrito por Luca Serianni en 1997, en colaboración con Alberto Castelvecchi.
Constituye una edición menor, económica, de la precedente Grammatica italiana: italiano comune e lingua letteraria de 1988, de los mismos autores.
Más que una gramática normativa, constituye una gramática descriptiva, y se la considera uno de los mejores libros de texto sobre gramática italiana en un solo volumen de las últimas décadas; y, si bien no constituye un libro en esencia académico, es una referencia a nivel de eruditos. Ha sido objeto de numerosas reimpresiones.
La publica Garzanti en la serie Le Garzantine, con un glosario de Giuseppe Patota.